# Habrocestum semiglabratum
Habrocestum semiglabratum är en spindelart som först beskrevs av Simon 1868.  Habrocestum semiglabratum ingår i släktet Habrocestum och familjen hoppspindlar. Inga underarter finns listade i Catalogue of Life.